# Saint-Paul-d'Espis
Saint-Paul-d'Espis è un comune francese di 621 abitanti situato nel dipartimento del Tarn e Garonna nella regione dell'Occitania.

## Società

### Evoluzione demografica
Abitanti censiti